# Ганнетт-Пик
Ганнетт-Пик, Га́ннет-Пик (англ. Gannett Peak) — горная вершина в Вайоминге (США).
Высота вершины над уровнем моря — 4209 метров (4207 м), относительная — 2157 м. Это высочайшая точка штата. Геологически Ганнетт-Пик является частью хребта Уинд-Ривер. Расположена гора в западном Вайоминге на границе округов Сублетт и Фримонт. Ледник Ганнетт (3,63 км²) на горе — крупнейший ледник в американской части Скалистых гор.
Названа вершина в 1906 году в честь американского географа Генри Ганнетта.
Первое зарегистрированное восхождение было в 1922 году (A. Тэйт и Ф. Сталнейкер). Из высочайших вершин штатов США позже была покорена лишь гора Гранит-Пик в Монтане (1923). Эти две горы по сложности восхождения считаются самыми сложными в США, уступая лишь Денали.